# 9 Monkeys of Shaolin
9 Monkeys of Shaolin (дословно c англ. — «9 Обезьян Шаолиня») — компьютерная игра жанра beat ’em up, разработанная российской студией Sobaka Studio.

## Игровой процесс
Игра представляет собой beat ’em up с видом сбоку. Игроку предстоит проходить уровни, сражаясь с большим количеством врагов. В конце некоторых уровней игрок должен одолеть босса.
Боевая система игры состоит из базовых приёмов, а именно: удары руками, ногами и посохом, а также парирование и уклонение. По мере продвижения по игре, игрок получает дополнительные усиливающие навыки (например, навык «Тайфун», который позволяет ударить несколько врагов сразу с помощью вихря). Игрок может использовать очки усиления для улучшения своих навыков. Игрок зарабатывает усиления и новое снаряжение, проходя уровни на как можно большее количество очков.
В игру можно играть как одному, так и вдвоём по локальной и сетевой игре.

## Сюжет
Действие игры происходит в 1572 году. На простую китайскую деревню, в которой живёт рыбак Вэй Чен и его семья, нападают японские пираты. Вэй безуспешно пытается отбить атаку, а пираты сжигают деревню и убивают всех её жителей, кроме Вэя, которого вокоу посчитали уже мёртвым. Тяжелораненого, но живого Вэя находят шаолиньские монахи и приносят его в свой монастырь. Они объясняют, что власть Китая не очень хорошо справляется с нападениями пиратов, из-за чего жители вынуждены защищаться сами. Вэй предлагает свою помощь монахам в борьбе с захватчиками в частности для того, чтобы выследить убийцу его семьи и отомстить. Герои начинают помогать захваченным поселениям и отбивать атаку пиратов.
В один момент, Вэй и монахи выслеживают одного из главарей пиратов и отправляются на его поимку. Вэй находит этого человека: им оказывается девушка по имени Хання. Вэй вступает с ней в дуэль и одолевает её. После поединка, Хання рассказывает, что к власти Японии пришёл некий тиран по имени Фудо, который уничтожил весь её клан (включая её отца), и что она сожгла деревню лишь для того, чтобы Фудо возродил её клан с помощью некоего артефакта. Не выдержав вины за содеянное, Хання совершает харакири. После этого, Вэй Чен становится полноценным монахом по имени Даоконг.
Монахи продолжают оказывать сопротивление вокоу, а вместе с тем они находят осколки некой печати и понимают, что пираты грабят деревни и храмы не просто так: они ищут осколки нефритовой печати Хэ Ши Би, которую Фудо хочет использовать для ритуала воскрешения душ. Воскресшие души он планирует использовать как армию для захвата Китая, а позже — и всего мира. Однажды, монахи возвращаются с очередного задания и видят, что в храме произошла бойня: большая часть монахов была убита, а некоторые монахи и осколки были похищены пиратами. Монахи отправляются спасать братьев. Монахи вскоре выслеживают Фудо и отправляются на штурм алтаря, где Фудо уже начал ритуал. Даоконг вступает в дуэль с Фудо и успешно одолевает его, тем самым прервав ритуал и избежав катастрофы. Монахи выслеживают и нейтрализуют оставшихся вокоу, а также восстанавливают свой храм. На Земле вновь воцарился мир.

## Разработка
Впервые игра была анонсирована и представлена на Game Developers Conference 2018 в рамках участников ID@XBOX. Более новая демонстрационная версия была показана на Gamescom 2018 в рамках Indie Arena Booth и на Игромире 2018.

## Отзывы и мнения
| Сводный рейтинг       | Сводный рейтинг                                |
| Агрегатор             | Оценка                                         |
| --------------------- | ---------------------------------------------- |
| Metacritic            | PC: 71/100 XONE: 72/100 PS4: 71/100 NS: 69/100 |
| Иноязычные издания    |                                                |
| Издание               | Оценка                                         |
| TheXboxHub            | [ 9 ]                                          |
| ScreenRant            | [ 10 ]                                         |
| Everyeye.it           | 7,5/10                                         |
| MGG Spain             | 70/100                                         |
| Русскоязычные издания |                                                |
| Издание               | Оценка                                         |
| StopGame.ru           | Похвально                                      |

Игра получила положительные отзывы после выхода.

### Награды
9 Monkeys of Shaolin ещё до выхода получила награду «Выбор критиков» на летнем сезоне кубка независимых разработчиков GTP Indie Cup 2018. И была номинирована на «Гран-при», «Лучшая десктоп-игра», «Лучший Геймдизайн», «Лучший Арт», «Лучший Звук» в DevGAMM Awards.